# Maciej Płażyński

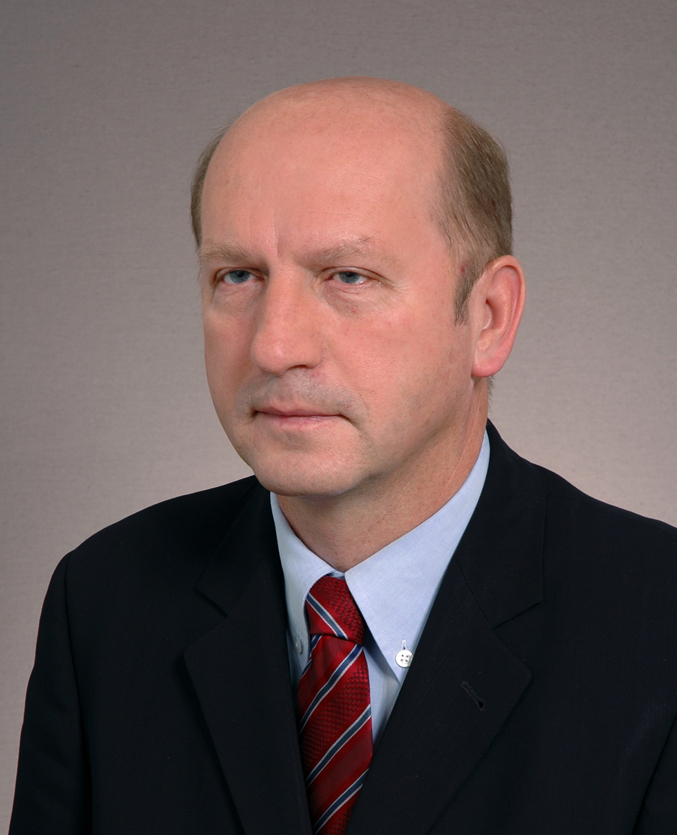
Maciej Płażyński

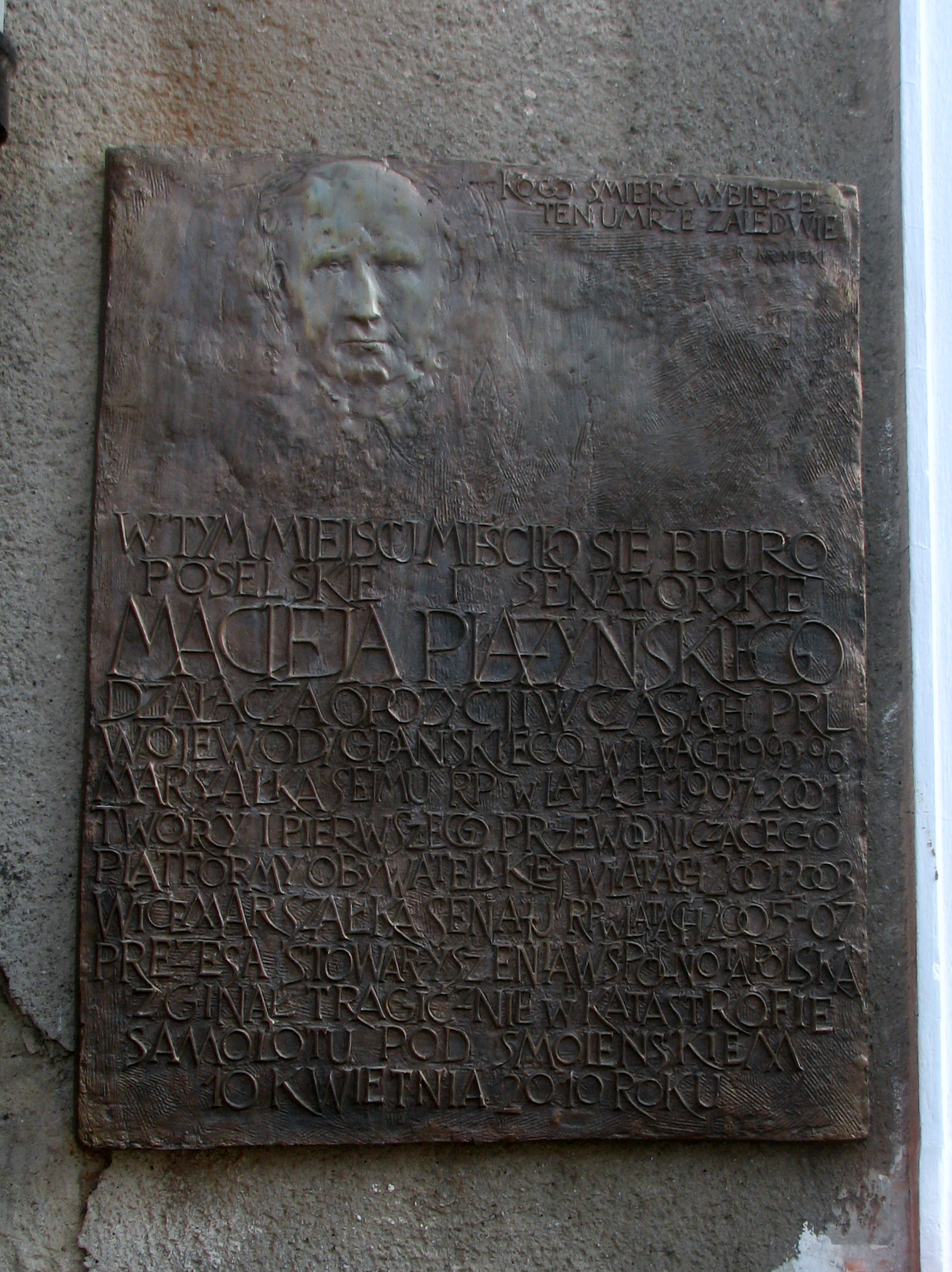
Gedenktafel für Maciej Plazynski am Haus seines ehemaligen Büros in Danzig.

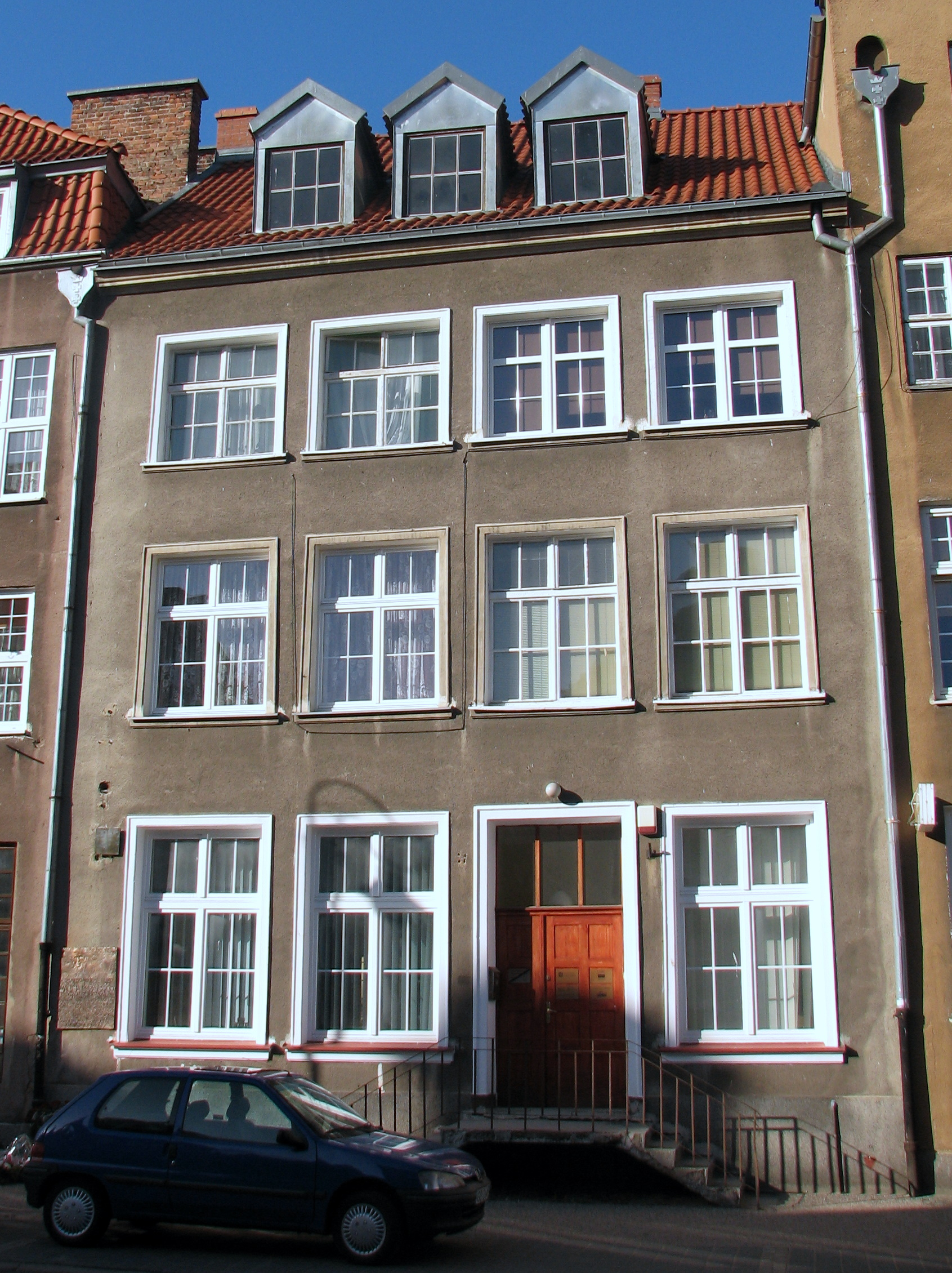
In diesem Gebäude in der Ulica Szeroka in Danzig war das parlamentarische Büro Płażyńskis

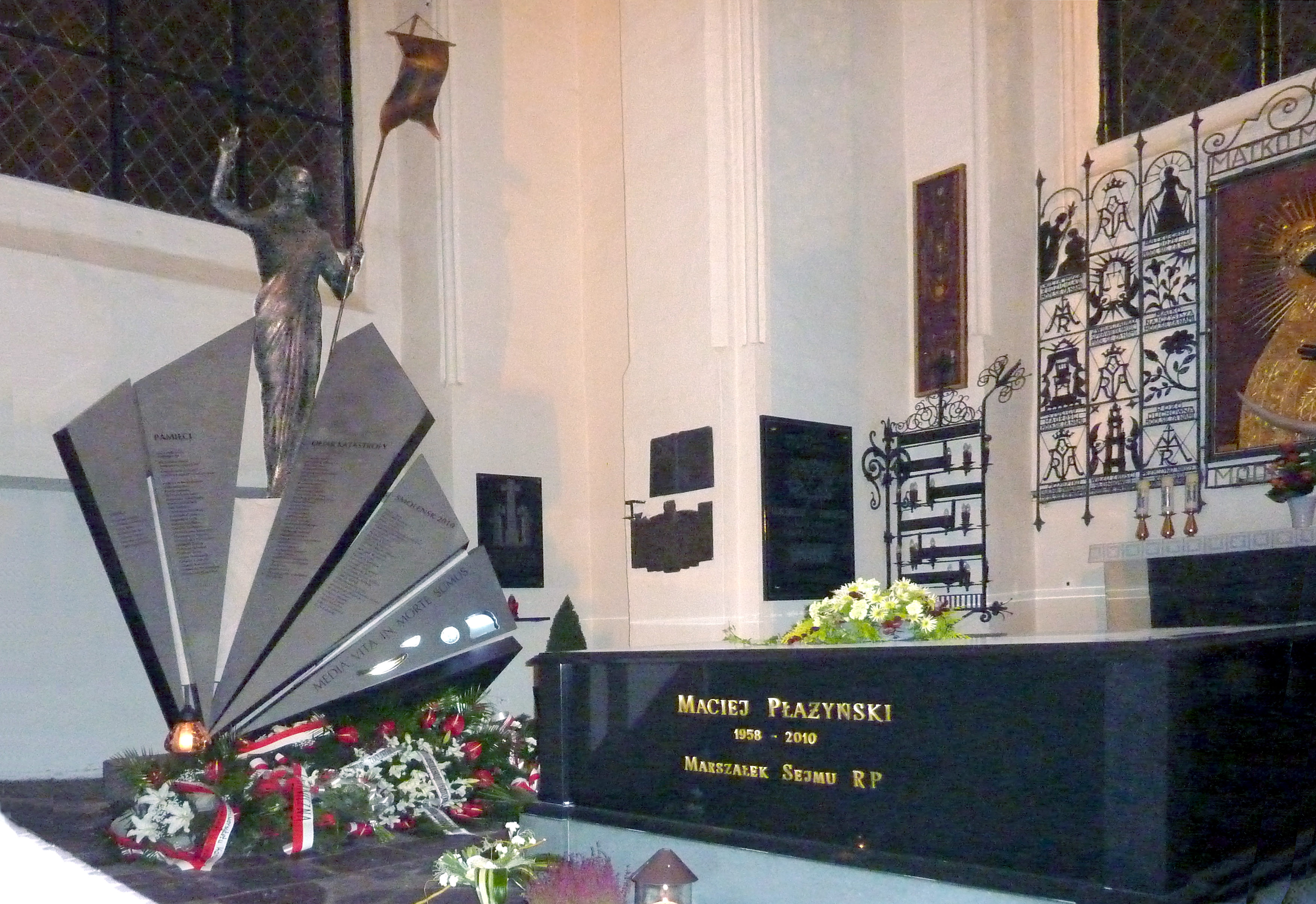
Sarkophag von Maciej Płażyński in der Danziger Marienkirche, im Hintergrund Mahnmal für die Opfer von Smolensk

Maciej Płażyński (* 10. Februar 1958 in Młynary; † 10. April 2010 in Smolensk, Russland) war ein polnischer konservativ-liberaler Politiker. Er gehörte in der III., IV. und VI. Wahlperiode dem Sejm an und war von 1997 bis 2001 Sejmmarschall. Dem Senat der Republik Polen gehörte er von 2005 bis 2007 an und war dort Vizemarschall.

## Leben und Beruf
Nach dem Abitur in Pasłęk arbeitete Płażyński  zunächst auf dem Bau, unter anderem bei der Errichtung der Kattowitzer Hütte in Dąbrowa Górnicza. 1977 begann er ein Studium der Rechtswissenschaft an der Universität Danzig, das er 1991 abschloss. 1983 war er Mitbegründer und Geschäftsführer einer Firma für Höhenarbeiten („Spółdzielnia Pracy Usług Wysokościowych »Świetlik«“), bei der auch andere Oppositionelle wie Donald Tusk und Jan Krzysztof Bielecki arbeiteten.
Płażyński war verheiratet und hatte drei Kinder. Er war Mitglied der Kaschubisch-Pommerschen Vereinigung.

## Politik
Płażyński begann seine politische Karriere 1980/1981 als einer der Führer des Unabhängigen Studentenverbands (NZS). Er gehörte auch in den 1980er Jahren der oppositionellen Jugendorganisation Ruch Młodej Polski (deutsch: „Bewegung des Jungen Polen“) an. Nach dem politischen Umbruch 1989 ernannte ihn Tadeusz Mazowiecki im August 1990 zum ersten nichtkommunistischen Danziger Woiwoden; dieses Amt übte Płażyński bis Juli 1996 aus. Er wurde 1991 Mitglied der Koalicja Republikańska, mit der er 1992 zur Partia Konserwatywna kam. Im September 1997 wurde er für die Akcja Wyborcza Solidarność (AWS, deutsch „Wahlaktion Solidarność“) in den Sejm gewählt. Von 1997 bis 2001 hatte er auch das Amt des Sejmmarschalls inne.
Im Januar 2001 gründete er gemeinsam mit Donald Tusk und Andrzej Olechowski die Bürgerplattform – PO (polnisch: Platforma Obywatelska), für die er bei der Parlamentswahl 2001 erneut in den Sejm gewählt wurde. Er war zunächst Partei- und Fraktionsvorsitzender, verließ aber 2003 aus persönlichen Gründen die PO und war bis zu seinem Tod parteiloser Parlamentarier. Zur Europawahl 2004 gründete er sein eigenes Wahlkomitee „Narodowy Komitet Wyborczy Wyborców“, das aber an der Sperrklausel scheiterte.
2005 wurde er als unabhängiger Kandidat im Wahlkreis Danzig in den Senat der Republik Polen gewählt und war dort Vizemarschall. In der zweiten Runde der Präsidentschaftswahl 2005 unterstützte er Lech Kaczyński gegen Donald Tusk. Am 25. September 2007 gab Płażyński bekannt, dass er für die Parlamentswahl 2007 auf der Danziger Liste der PiS für den Sejm kandidieren werde. Er begründete es damit, dass er damit bei einem eventuellen Sieg der PiS helfen könne, eine Koalition mit der PO zu bilden und eine solche der PO mit den Linken und Demokraten/LiD zu verhindern. Bei der Wahl gelang es ihm, zum dritten Mal ein Mandat im Sejm zu gewinnen. Kurz nach Beginn der Legislaturperiode schied er aus der PiS-Fraktion aus.
Am 10. April 2010 gehörte Płażyński zu einer polnischen Delegation um Staatspräsident Lech Kaczyński, die anlässlich des siebzigsten Jahrestages des Massakers von Katyn zur Gedenkstätte nach Russland reisen sollte. Beim Flugunfall der Delegation nahe dem Militärflugplatz Smolensk-Nord kam er jedoch gemeinsam mit weiteren hochrangigen Repräsentanten Polens ums Leben.

## Ehrungen
2000 erhielt er das Großkreuz des Verdienstordens der Italienischen Republik. Postum wurde Płażyński am 16. April 2010 das Großkreuz des Ordens Polonia Restituta (Krzyż Wielki Orderu Odrodzenia Polski) verliehen. Ebenfalls postum wurde er mit der Gloria-Artis-Medaille für kulturelle Verdienste ausgezeichnet.